# Talsperre Seč
Die Talsperre Seč befindet sich südlich der Stadt Seč im Okres Chrudim in Tschechien. Sie liegt im Westen des Eisengebirges und staut den Fluss Chrudimka.
Der Bau des Dammes erfolgte zwischen 1925 und 1934 im Durchbruchstal zwischen den Burgen Oheb und Vildštejn. Der aus Granitblöcken zwischen den natürlichen Felswänden errichtete Damm hat eine Höhe von 42 Metern. Er ist 165 m lang und hat eine Stärke von 6,8 Metern.
Der Stauraum der Talsperre beträgt 7 Kilometer, die Wassertiefe am Damm liegt bei 35 m. Das Fassungsvermögen beträgt 22 Mio. m³. Unterhalb der auch als Seč I bezeichneten Talsperre befindet sich noch ein kleineres Staubecken Seč II.
Durch den Bau der Talsperre wurde die Ansiedlung Podohbí sowie einige Mühlen überflutet. Eine darin befindliche Felsinsel unterhalb der Burgruine Oheb wurde 1996 zum Naturreservat erklärt.

## Bildergalerie
Fotos vom Tag der offenen Tür 2025 an der Talsperre. Die Veranstaltung wurde im Rahmen des  Weltwassertags organisiert.

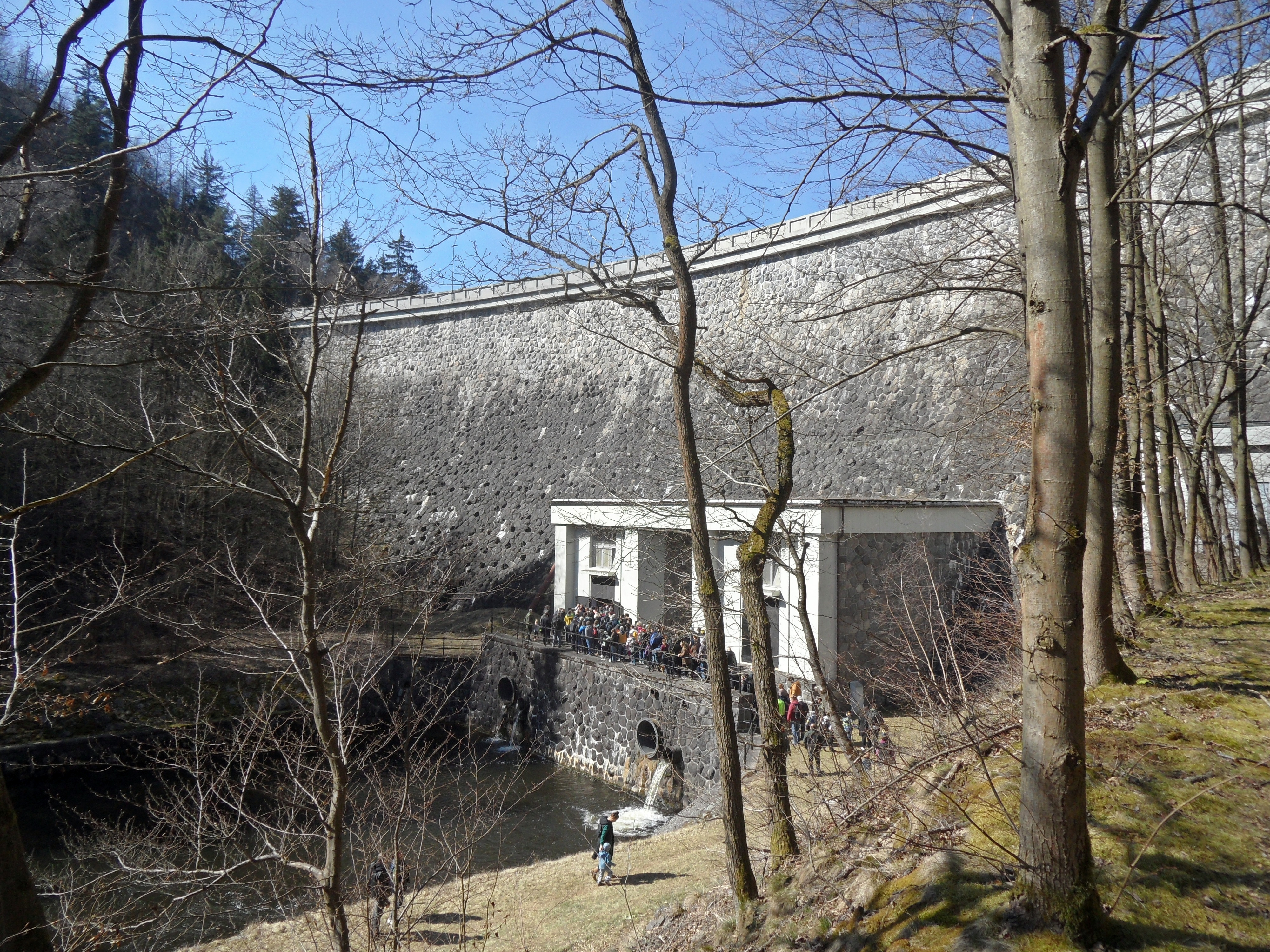
Damm während des Tages der offenen Tür
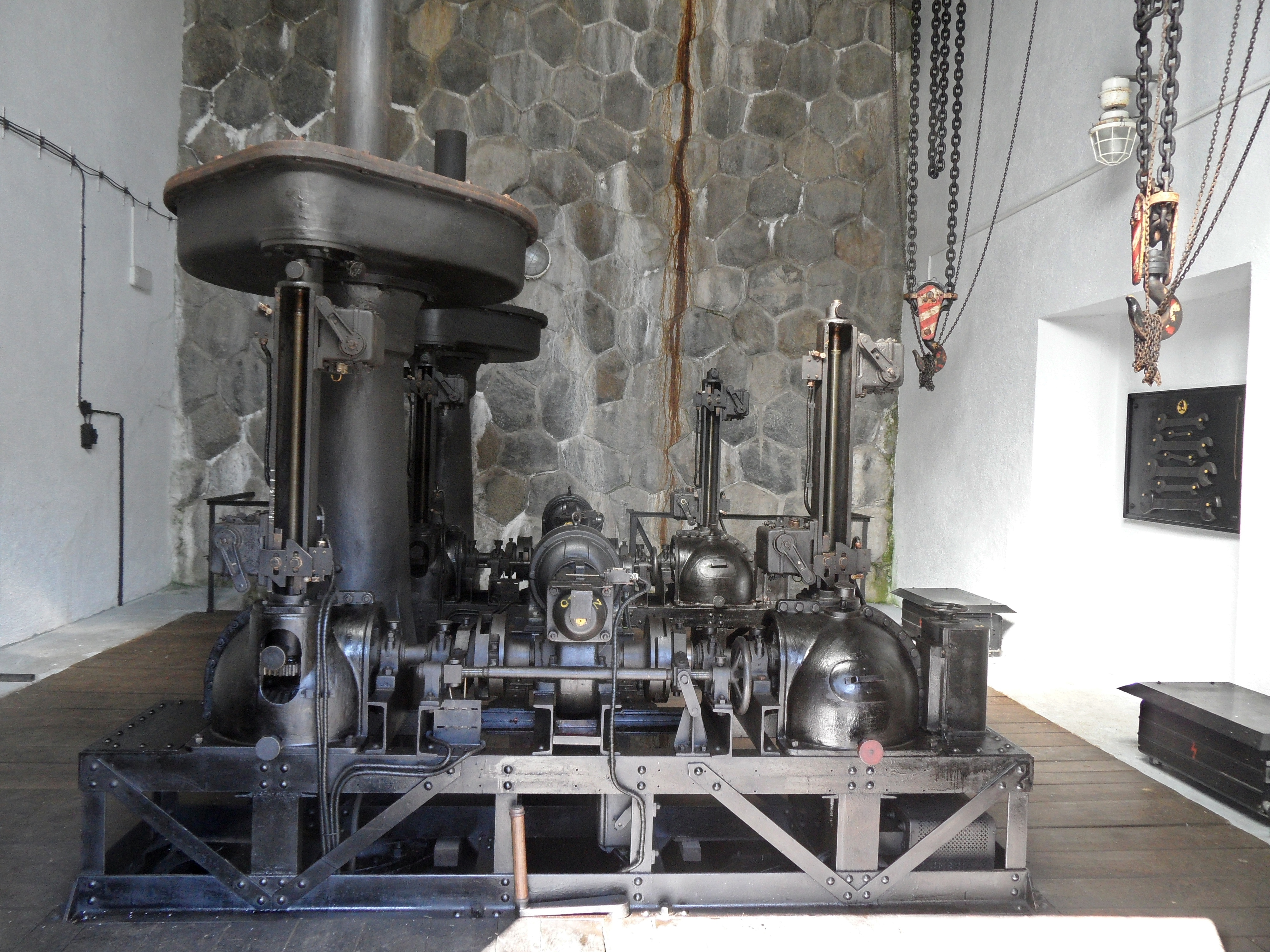
Maschinen von Škoda Maschinenbau
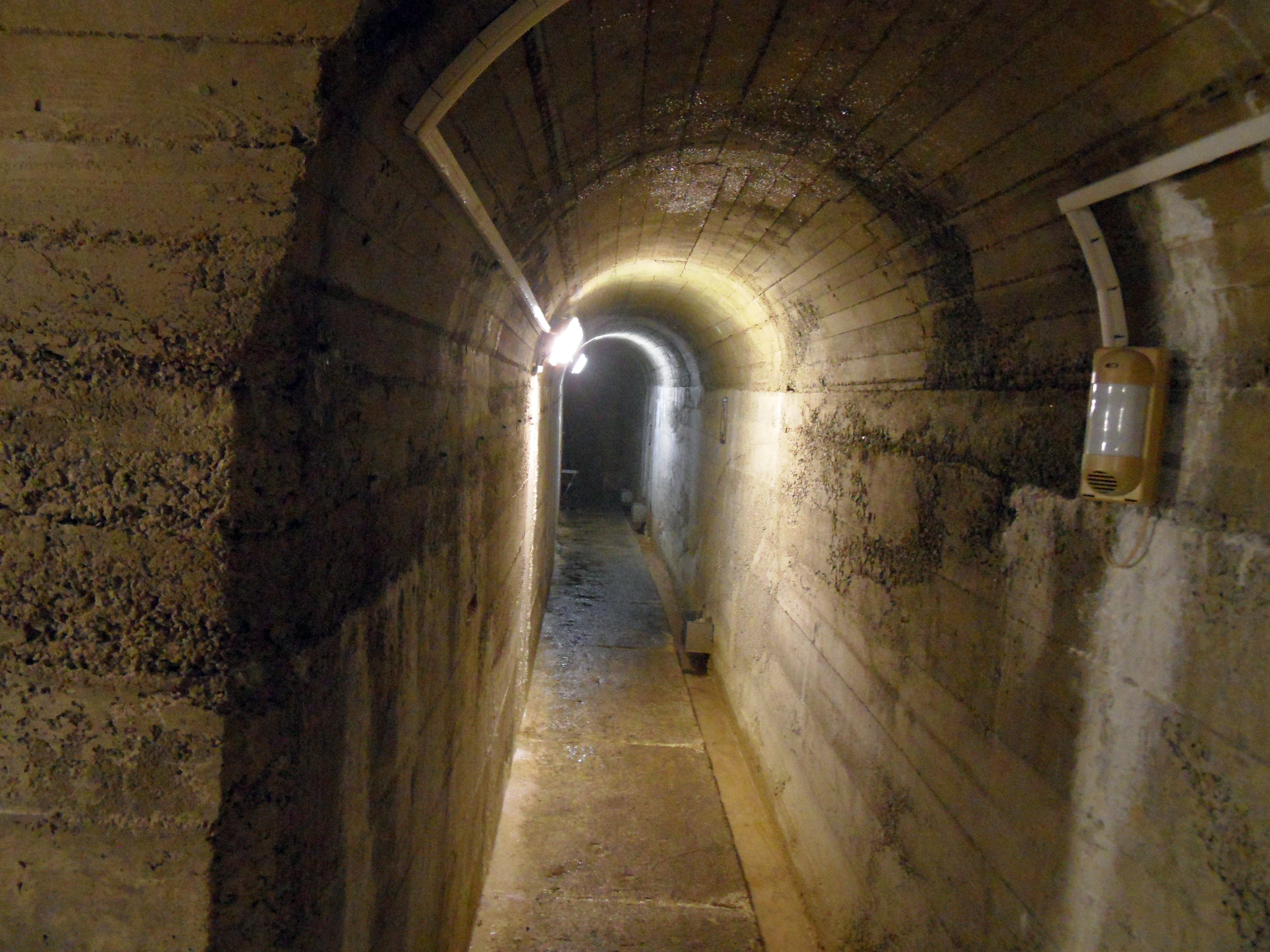
Inspektionskorridor im Damm